# سیامک بنایی
سیامک بنایی (زادهٔ ۲۵ اردیبهشت ۱۳۳۶) موسیقی‌دان و نوازندهٔ تمبک اهل ایران است. او از اعضای سابق گروه موسیقی پایور و «ارکستر بزرگ مضرابی» به رهبری حسین دهلوی بوده است.

## زندگی‌نامه
سیامک بنایی، ۲۵ اردیبهشت سال ۱۳۳۶ در تهران متولد شد. او نواختن تمبک را از سال ۱۳۶۱، ابتدا مدت کوتاهی نزد امیرناصر افتتاح و پس از آن نزد محمد اسماعیلی فراگرفت و شیوهٔ نوازندگی او را ادامه داد. وی در کنسرت‌ها و آثار متعددی با هنرمندانی نظیر: فرامرز پایور، داریوش پیرنیاکان، جلال ذوالفنون، شهرام ناظری، حسین فرهادپور، سوسن اصلانی و … همکاری نمود. او از اعضای گروه موسیقی پایور، «ارکستر بزرگ مضرابی» به رهبری حسین دهلوی و نوازندهٔ تمبک «گروه شهنازی» و «گروه نوا» بوده‌است.
وی همچنین نت‌نویسی کتاب آموزش تمبکِ حسین تهرانی را تحت نظر حسین دهلوی انجام داد و کتاب آموزش تمبکِ محمد اسماعیلی، در سال ۱۳۸۲، به کوشش او منتشر شد. گردآوری مجموعه آلبوم‌های «سلسله عشق»، «صد سال تار» و «صد سال سنتور» از جمله فعالیت‌های دیگر او در زمینهٔ موسیقی است. وی همچنین به عنوان داور با جشنواره ملی موسیقی جوان همکاری داشته‌است.

## آثار هنری
از جمله آثار نوازندگی سیامک بنایی، به آلبوم‌های موسیقی زیر می‌توان اشاره کرد:
- دل شیدا، به آهنگسازی فرامرز پایور و خوانندگی شهرام ناظری
- لیلی و مجنون، به آهنگسازی فرامرز پایور و خوانندگی شهرام ناظری[۱۲]
- پردهٔ عشاق، به آهنگسازی فرامرز پایور و خوانندگی حمیدرضا نوربخش[۱۳]
- آسمان، به آهنگسازی علی‌اکبر شهنازی، به سرپرستی داریوش پیرنیاکان و خوانندگی حمیدرضا نوربخش[۱۴]
- تار، به آهنگسازی علی‌نقی وزیری به همراهِ تار هوشنگ ظریف[۱۵]
- ۱۸ تصنیف، به همراهِ سه‌تارِ جلال ذوالفنون[۱۶]
- حکایت دل، به آهنگسازی فرامرز پایور و خوانندگی علی رستمیان[۱۷]
- بامدادان، به آهنگسازی حسین فرهادپور و خوانندگی علی رستمیان[۱۸]
- از بودن و سرودن، به آهنگسازی نوید قزوینه و خوانندگی علی رستمیان[۱۹]
- مایهٔ ناز، به آهنگسازی روح‌الله خالقی و محمدعلی امیرجاهد و خوانندگی سالار عقیلی[۲۰]
- رِنگ‌های هفت دستگاه، به همراهِ سنتور پژمان آذرمینا[۲۱]
- سارنگ، به آهنگسازی مهرداد دلنوازی[۲۲]
- خجسته، به آهنگسازی سوسن اصلانی[۲۳]
- چشمه ساران، به آهنگسازی حسین فرهادپور و خوانندگی بهرام باجلان[۲۴]
- پنهان در غبار، به آهنگسازی جواد لشگری، تنظیم مانی جعفرزاده و خوانندگی بهرام سارنگ[۲۵]
- بوی مهر، به آهنگسازی سیاوش آریامنش و خوانندگی سینا سرلک[۲۶]
- خلوت خاطره‌ها، به همراه پیانو حریر شریعت‌زاده[۲۷]
- باغ به باغ، به همراهِ پیانو سامان احتشامی[۲۸]
- ابوعطا-افشاری از ردیف چپ کوک فرامرز پایور، به همراهِ سنتور مینا نی‌زاری[۲۹]
- اجرای گروهی آثار غلامحسین بیگجه‌خانی[۲۹]